# Chiesa di San Domenico (Castelvetrano)

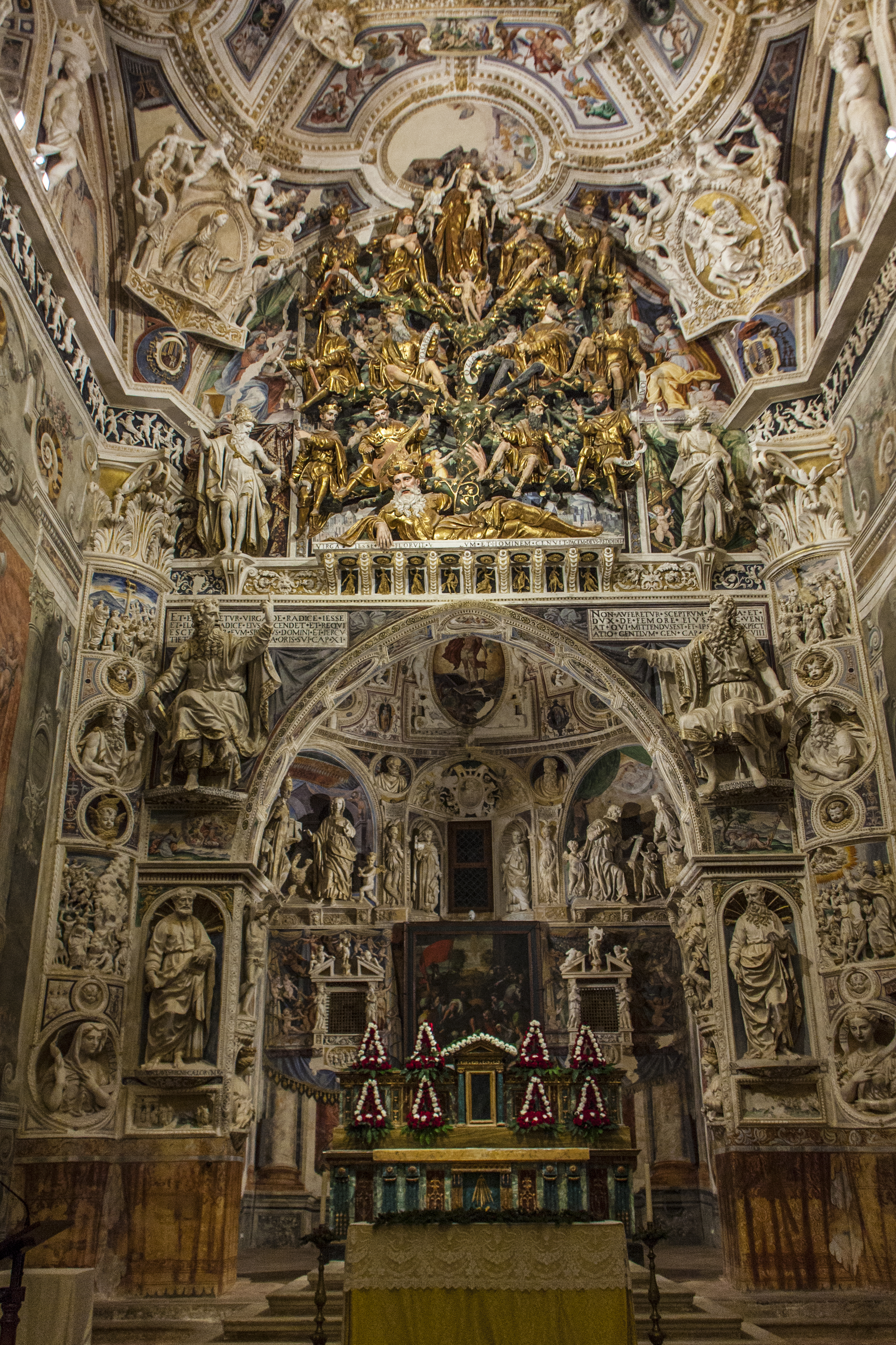
Albero di Jesse, arco trionfale e coro.

La chiesa di San Domenico e l'adiacente convento dei predicatori costituiscono un unico aggregato monumentale, luogo di culto ubicato nella piazza Regina Margherita a Castelvetrano. A volte viene anche definita la Cappella Sistina della Sicilia.

## Storia
L'aggregato monumentale è edificato nel 1470, la data è desunta da una primitiva iscrizione non più esistente documentata sulla porta d'ingresso. Il 20 aprile del 1487 papa Innocenzo VIII concesse a Nino III Tagliavia il permesso di edificare un convento domenicano adiacente alla Cappella di Santa Maria di Gesù, primitivo insediamento francescano ancor prima dell'avvento dei domenicani.
Il 22 luglio 1489 il convento ottenne il titolo e il diritto di convento formale della congregazione osservante facente capo al convento di Santa Cita di Palermo, nel 1550 rientrò a far parte della giurisdizione della provincia domenicana.
La chiesa tardo-gotica sorge come mausoleo della famiglia Aragona - Tagliavia. La cappella, del quale il casato deteneva il patrocinio, era utilizzata per le cerimonie private. Nei decenni a venire, all'esterno dell'edificio, si stratificano altre cappelle, volute da Giovanni Vincenzo Tagliavia, da altri componenti della famiglia nonché da privati, accorpandosi attorno al nucleo iniziale, fiancheggiando la navata centrale.
L'albero genealogico della famiglia Tagliavia - Aragona del ramo di Castelvetrano indica i promotori, fondatori, mecenati e patrocinatori del complesso: 
- Nino III Tagliavia, promotore dell'arrivo dei domenicani e della costruzione del convento;
  - Giovanni Antonio Tagliavia, barone di Castelvetrano, † 1491;[2]
    - Giovanni Vincenzo Tagliavia, conte di Castelvetrano, strategoto di Messina, ingrandisce il convento domenicano, † 1538;[2]
    - Beatrice d'Aragona e Cruyllas, baronessa d'Avola e Terranova, figlia di Giovanni III d'Aragona, discendenza illegittima di Federico III di Sicilia;
      - Francesco Tagliavia d'Aragona, principe di Castelvetrano, cavaliere ambasciatore d'Alemagna, senza eredi, promotore della costruzione della cappella, † 1515;[3]
      - Giovanni d'Aragona Tagliavia, marchese di Terranova, reggente e capitano generale del regno, presidente del regno dal 1539 al 1540 e dal 1544 al 1545, sposa la moglie del fratello Francesco morto prematuramente, s'ingrazia il benvolere della casa d'Aragona anteponendo nel titolo il cognome della consorte, investendosi di titoli e privilegi;[2]
      - Antonia Concessa d'Aragona, marchesa di Avola e Terranova, vedova di Francesco sposa Giovanni dopo aver ottenuto la dispensa papale;
        - Carlo d'Aragona Tagliavia, primo principe di Castelvetrano (regia investitura), marchese di Terranova, barone di Avola, Magnus Siculus, presidente del Regno sotto Filippo I di Sicilia dal 1566 al 1571 e dal 1571 al 1582, viceré di Sicilia dal 1556 al 1568 e dal 1571 al 1577.[2] Nominato nel 1581 Viceré di Catalogna e Governatore del Ducato di Milano dal 1583 al 1592. Ambasciatore in Germania, fu anche membro del Consiglio di Stato e Guerra, Presidente del Consiglio d'Italia nella capitale spagnola. Dopo la morte di re Filippo II, ebbe anche il delicato compito di reggere la monarchia spagnola durante la minore età di Filippo III.

Quest'ultimo, mecenate e patrocinatore della cappella, del cappellone, contribuì allo sviluppo delle strutture conventuali, a lui si deve la decorazione del presbiterio, della Cappella del Coro, del Mausoleo di famiglia e dell'innalzamento della navata centrale.

### Epoca barocca
La navata unica priva di transetto, con copertura lignea, presbiterio con volta a crociera dal quale, attraverso l'arco gotico, permette l'accesso alla cappella quadrata con calotta insistente su nicchie angolari coniche. La graduale annessione di cappelle laterali ha modificato l'assetto planimetrico, i vani laterali tra loro comunicanti, conferiscono alla costruzione un impianto di tipo basilicale illuminato da alte finestre.
Dal 1574 al 1580 l'interno è decorato da Antonino Ferraro da Giuliana, in collaborazione coi figli Tommaso, Orazio e l'intera bottega. L'artista "firma" i vari capolavori inserendo il proprio autoritratto tra gli affreschi del coro, il profilo raffigurato in elegante costume "alla spagnola", già anziano con barba lunga, è accompagnato da un'iscrizione sul cartiglio: "TANTI OPERIS HVIVS CÆLATOR EGREGIVS ANTONINVS FERRARVS SICANVS AC IVLIANENSIS HIC EST. 1577." Sull'arco d'ingresso "PRIMVS ARAGONVM PRINCEPS HOC RITE SACELLVM CAROLVS ÆTERNO CONDIDIT IPSE DEO". Altre due iscrizioni laterali recitano: "ABSOLVTVM HOC FVIT OPVS 26 APRILIS V INDS ANNO D.NI 1577", "MAII ABSPOLVTVM HOC QVINTE SEXTOQVE KALENDAS IPSE FVISSE SCIAS INDITIONIS OPVS ANNO D.NI 1577". Sono altresì documentate attività di maestranze genovesi.
Nel 1652 Giovanni Lopez vescovo di Monopoli documenta nella sua opera l'istituzione di Castelvetrano come il ventitreesimo convento domenicano dell'isola, fondato dai marchesi Tagliavia, imparentati con l'illustrissima casa d'Aragona. La sua fondazione è fissata nell'anno 1470.

### Epoca borbonica
- 1866, Con l'emanazione delle leggi eversive e la confisca dei beni, i domenicani sono costretti ad abbandonare il convento. Con l'allontanamento dei monaci le strutture passano nelle mani del Comune di Castelvetrano.

### Epoca contemporanea
Gli edifici dell'aggregato sono danneggiati dal terremoto del Belice del 1968 e sottoposti negli anni successivi a lunghi cantieri per il ripristino delle opere lesionate.
Nel 2009 i lavori di restauro sono curati dalla Soprintendenza dei Beni culturali ed ambientali di Trapani, con la collaborazione scientifica dell'Opificio delle pietre dure di Firenze e dell'Istituto superiore per la conservazione ed il restauro.
Il 23 dicembre 2017 è stato compiuto il rito di dedicazione del nuovo altare versus populum presieduto dal vescovo Domenico Mogavero.

## Prospetto
Il prospetto è realizzato con conci di arenaria a vista, il portale presenta un timpano triangolare retto da architrave poggiante su lesene con capitelli corinzi, al centro una finestra con balaustra attorno alla quale sono ancora visibili i segni di due precedenti archi non più presenti. Il campanile poggia sul lato destro della navata.
L'ingresso rivolto ad occidente, si apre sulla navata principale dotata di cappellone e di due navate secondarie laterali sulle quali insistono dieci cappelle, due delle quali absidiole minori, con accesso dalle cappelle prossime al presbiterio.

## Interno

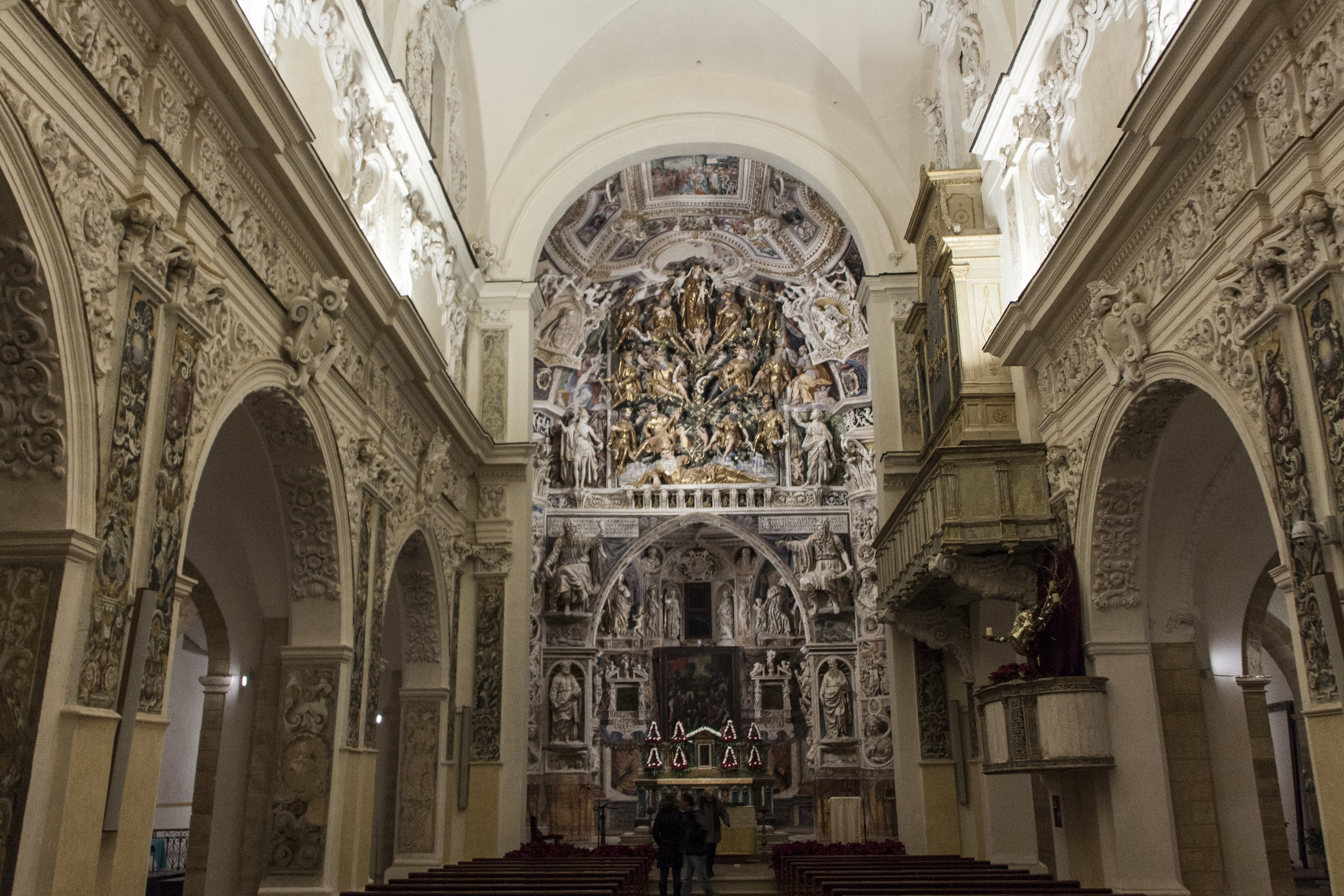
Interni.

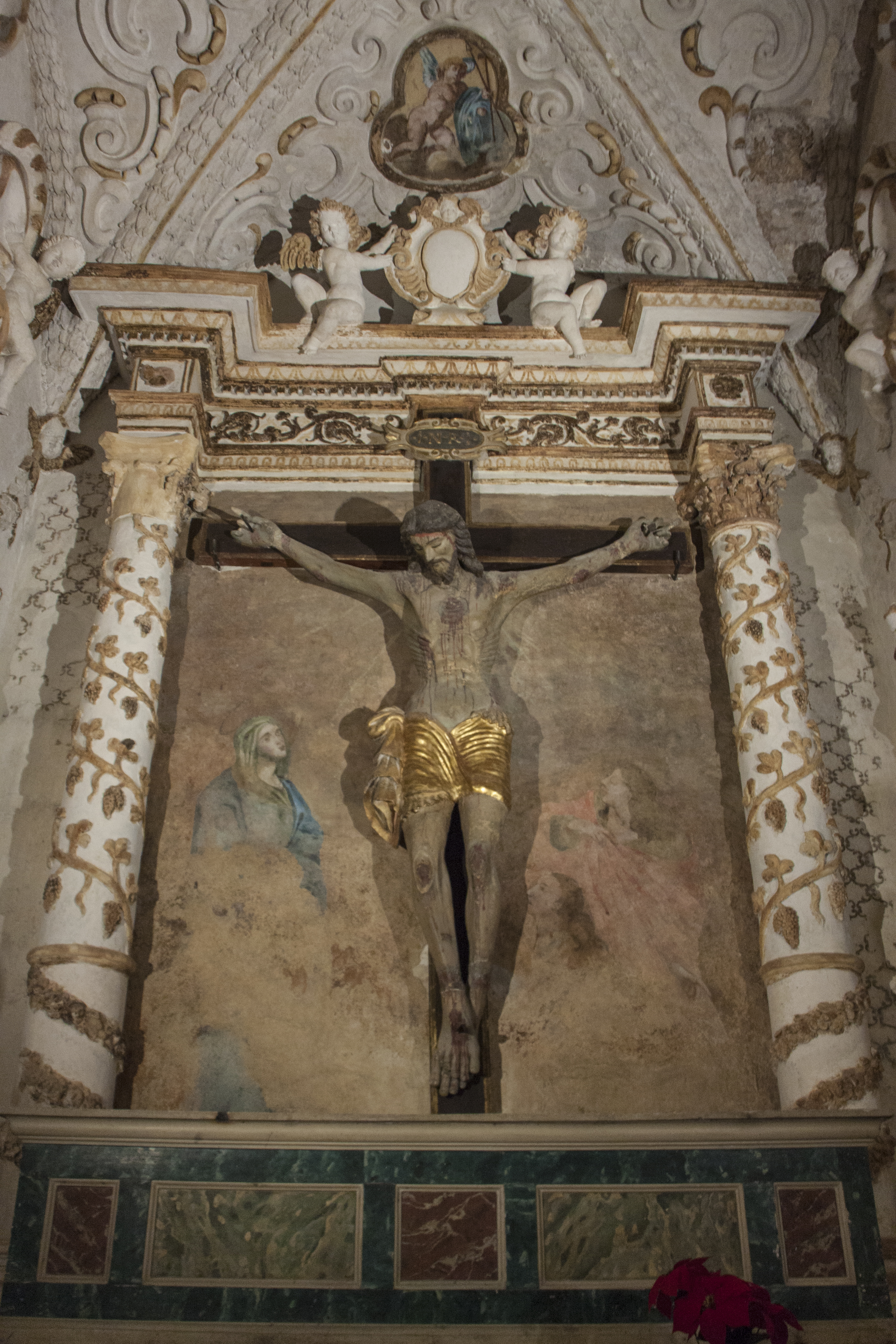
Crocifisso, Cappella Lombardo.

La navata centrale confluisce nel presbiterio arricchito con la dinamica composizione dell'Albero di Jesse e Arco gotico, dietro si apre la Cappella del Coro.
- Navata.
- Presbiterio - Arco gotico - Albero di Jesse
- Cappella del Coro

### Navata destra
- Prima campata: Cappella del Crocifisso. Altare dominato da Crocifisso ligneo attorniato da iconografie non più visibili. È documentato un olio su tela di Antonino Ferraro da Giuliana raffigurante l'Orazione nell'Orto degli Ulivi.[7]
- Seconda campata: Cappella di San Vincenzo Ferreri. Sull'altare è documentato il dipinto su tavola raffigurante San Vincenzo Ferreri, opera del pittore spagnolo Antonello Benavides del 1525c.[7]
- Terza campata: Cappella dei tre Magi. Abbelliva l'altare il dipinto raffigurante i tre Magi, opera di Orazio Ferraro.[7] Nella nicchia laterale è collocata la statua di San Tommaso d'Aquino. Ai lati le due figure di don Carlo II d'Aragona Tagliavia e Giovanna Pignatelli sua seconda moglie. Affacciato sulla navata un balcone - cantoria accoglie le canne dell'organo, sul pilastro intermedio delle ultime due arcate è collocato il pulpito.
- Quarta campata: Cappella di Santa Caterina d'Alessandria. Sull'altare è documentata la tela raffigurante Santa Caterina d'Alessandria.[7] Sull'altare è presente la statua raffigurante San Vito Martire.
- Quinta campata: Cappella di San Domenico con accesso dalla quarta campata. Sull'altare è documentato un quadro ad olio raffigurante San Domenico, opera trafugata recentemente. Rilevante monumento funebre della famiglia Aragona - Pignatelli sormontato da aquila del Sacro Romano Impero del XVII secolo, opera di Antonino Ferraro e bottega.

### Navata sinistra

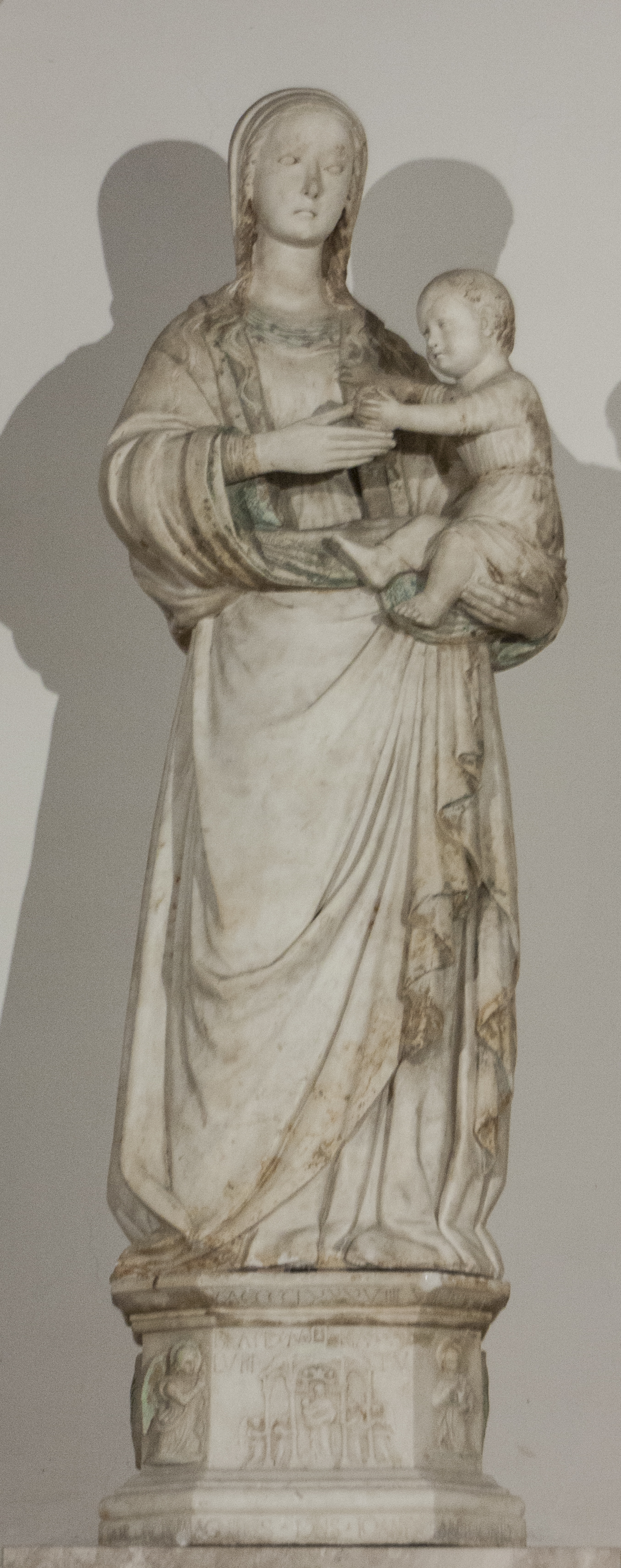
Madonna di Loreto

- Prima campata: Cappella della Madonna di Loreto. Sull'altare è documentata la Madonna di Loreto, statua marmorea, opera dello scultore Francesco Laurana del 1489, sullo scanello lo stemma della famiglia committente Tagliavia.[7][8] Il quadro raffigurante San Raimondo di Peñafort, opera di Vito Carrera.[7]
- Seconda campata: Cappella di San Raimondo. Primitiva Cappella della Madonna del Rosario, titolo derivante dall'immagine trafugata della Madonna del Rosario, dipinto su tela attribuito a Orazio Ferraro da Giuliana. La profonda cappella è un manufatto esterno addossato alla campata della navata.

Sulla volta, l'affresco centrale raffigura San Domenico e il Beato Alano ritratti mentre annaffiano l'albero del Rosario. Nei medaglioni gli affreschi con le effigi di papa Pio V, papa Sisto IV, papa Gregorio XIII, papa Leone X. Sulla parete sinistra gli affreschi raffiguranti un Frate domenicano e anime purganti, la Battaglia di Lepanto nella particolare illustrazione della disposizione delle due flotte navali che si fronteggiano prima dei combattimenti, la Chiesa orante e anime purganti. Sulla parete destra gli affreschi raffiguranti la Predica del Rosario, Madonna del Rosario e corteo processionale, San Domenico converte cugino Pedro.
Nell'edicola il quadro raffigurante San Raimondo di Peñafort di Vito Carrera, opera sormontata da una targa celebrativa della Vergine, sotto il timpano è collocato l'affresco dell'Incoronazione della Vergine. 
- Terza campata: Cappella di San Giacinto. Sull'altare è documentato il quadro della Madonna del Balzo trasferito nella chiesa di San Giovanni Battista.[7] Detentori del patrocinio la famiglia Del Balzo.
- Quarta campata: Cappella del Santissimo Nome di Gesù. Nell'edicola è collocato il dipinto raffigurante la Circoncisione di Gesù Bambino, opera del pittore fiammingo Simone de Wobreck del 1580. Nell'area è collocato il sepolcro di donna Zenobia Gonzaga, moglie di Giovanni III d'Aragona. La testamentaria dispose di essere inumata alla morte del marito nella chiesa di San Francesco d'Assisi dell'Ordine dei frati minori cappuccini, volontà mai esaudita.
- Quinta campata: Cappella della Madonna di Fatima, con accesso dalla quarta campata. Sull'altare la statua in legno della Madonna di Fátima.

### Navata

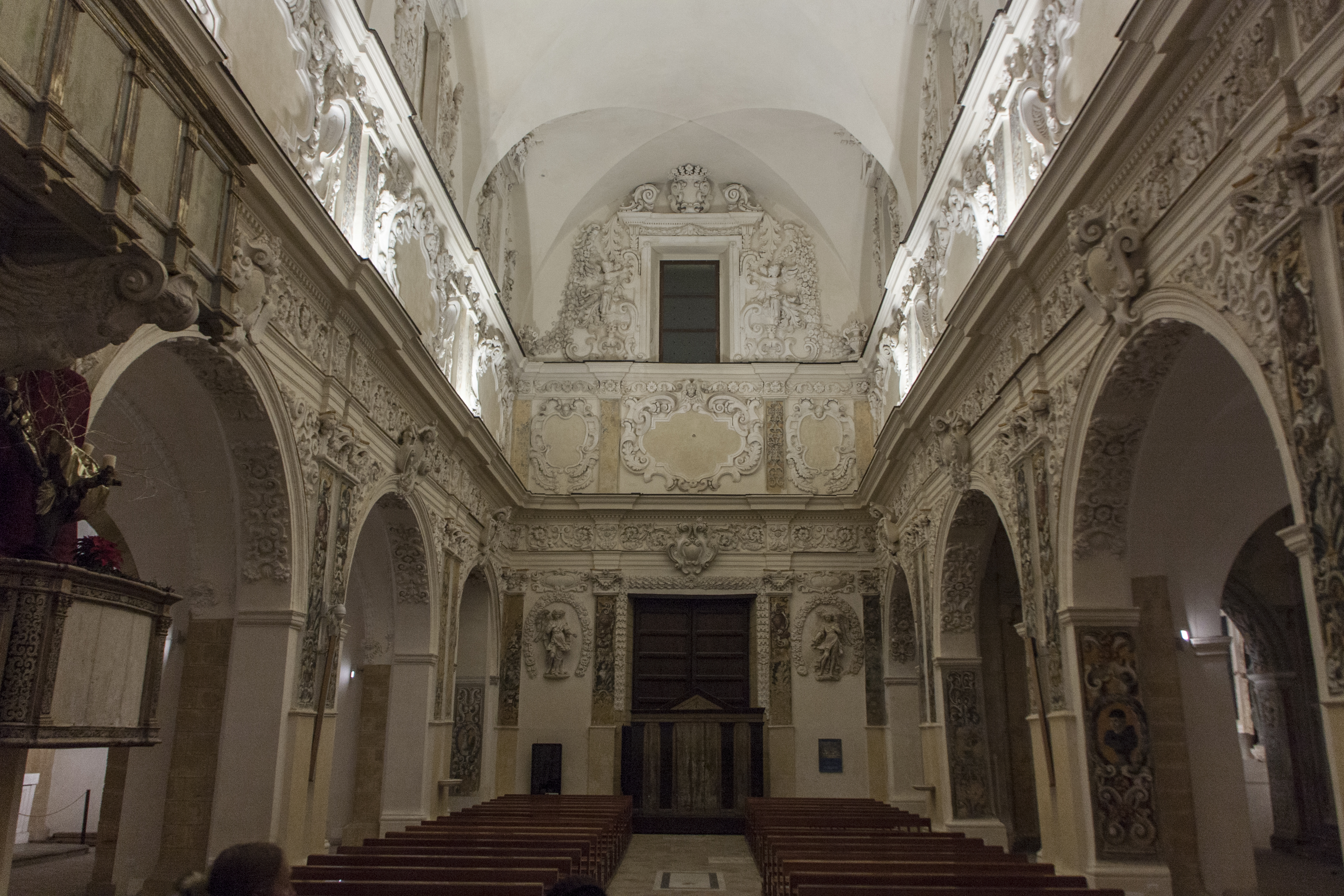
La navata centrale

La navata principale è caratterizzata da volte a crociera, l'illuminazione interna è garantita da finestre decorate con ornamenti in stucco. I restauri restituiscono vari ordini di cornicioni con decorazioni, riquadri e timpani con stemmi.
L'altare maggiore posto sotto l'arco gotico, austero e solenne, è un'aggiunta postuma. Il presbiterio, di forma quadrata e rialzato di due gradini, si erge sotto l'arco gotico con tabernacolo, l'ambiente si conclude con una volta suddivisa in spazi ricchi di affreschi e stucchi.
Gli ambienti e gli elementi adiacenti al presbiterio sono sfarzosamente arricchiti con i temi scultorei e pittorici delle Promesse, delle Profezie, delle Prefigurazioni di Cristo, dei Misteri gaudiosi, dei Misteri gloriosi, dei Misteri dolorosi. Sono presenti frammenti di pavimento maiolicato cinquecentesco e quello marmoreo del piano dell'altare.

### Arco gotico
- Colonna sinistra: ovale raffigurante la Sibilla Eritrea, l'episodio di Aronne e l'acqua che scaturisce dalla Roccia, ovale di Abacuc, sottocapitello con Vitello d'oro, la Sibilla Delfica, la  Vergine annunciata.
- Pilastro sinistro: la 'Consegna delle chiavi a San Pietro, Santa Lucia nell'intradosso sormontata da San Sebastiano, San Pietro Apostolo, la Visione d'Isaia, statua di Isaia, Zaccaria[non chiaro].
  - Gestazione e Albero di Jesse:[9]
- Pilastro destro: la Conversione di San Paolo, Sant'Agata nell'intradosso sormontata da San Rocco, San Paolo Apostolo, il Sogno di Giacobbe, statua di Giacobbe, Michea.
- Colonna destra: ovale raffigurante la Sibilla Libica, la Raccolta della manna, ovale di Sofonia, sottocapitello il Serpente di bronzo, la Sibilla Persica, l'Angelo annunciante.

### Albero di Jesse

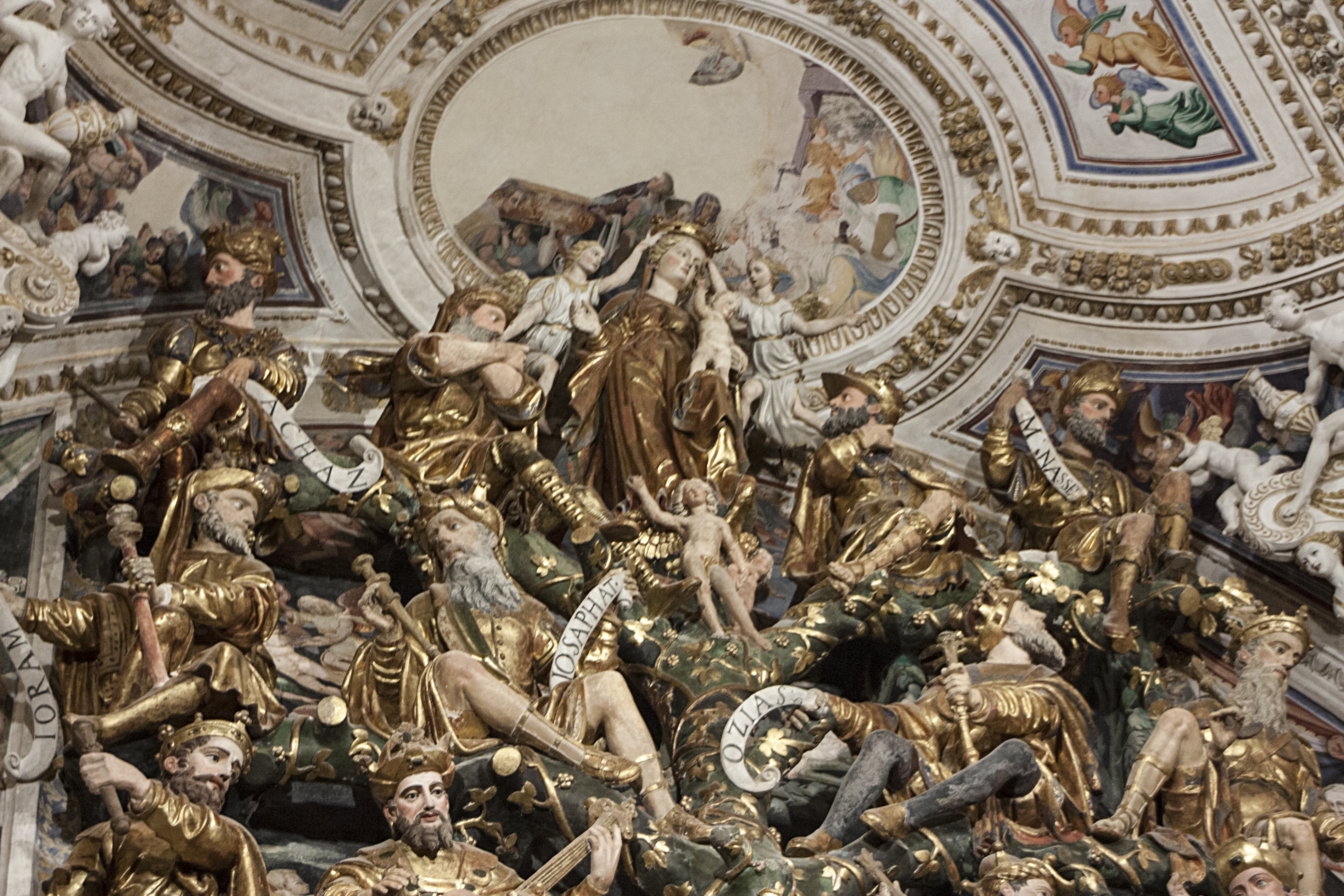
Dettaglio

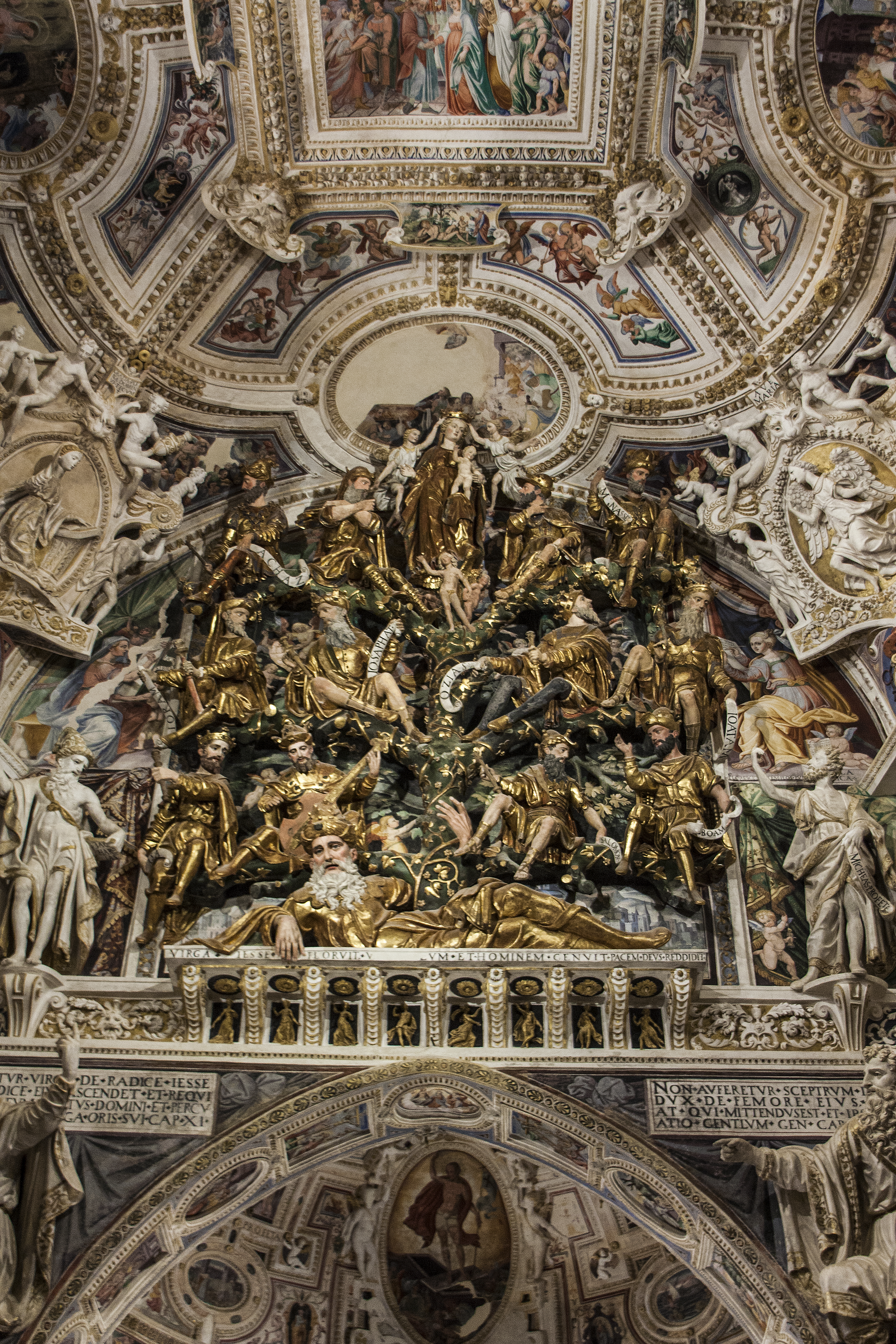
L'albero di Jesse

Il grandioso manufatto in stucco raffigura l'Albero di Jesse ovvero l'albero genealogico che partendo da Jesse, padre di re Davide, schematizza la discendenza che porta alla Beata Vergine Maria, rappresentata al sommo dell'albero, coronata da angeli, con il bambino sul ginocchio sinistro.
Nell'ordine: Jesse, Re Davide, Salomone, Roboamo, Abìa, Asàf, Giosafat, Joram, Ozia, Ioatam, Acaz, Ezechia, Manasse, Amon, Giosia, Ieconia, Sealtièl, Zorobabele, Abiùd, Eliaci, Azor, Sadoc, Achim, Eliùd, Eleàzar, Mattan, Giacobbe, Giuseppe sposo di Maria genitori di Gesù.
Nel mistero dell'Incarnazione Jesse è rappresentato sdraiato con il braccio sinistro che sorregge il tronco di un albero sui cui rami sono rappresentati i dodici re della tribù di Giuda.
1. Sui rami inferiori sono presenti Davide e Asa a sinistra, Salomone e Roboamo sulla destra. Davide è riconoscibile per l'arpa; le altre figure vengono rappresentate con in mano uno scettro e un cartiglio recante il proprio nome.
2. Sui rami medi sono collocati Iosafat e Ioram a sinistra, Ozia e Ioatam a destra.
3. Sui rami superiori Achaz a sinistra, Manasse a destra.
4. Sulla sommità chiude la figura di Maria e Gesù.

Sotto la figura di Jesse è presente l'iscrizione: "VIRGA IESSE FLORVIT – VIRGO DEVM ET HOMINEN GENVIT – PACEM DEVS REDDIDIT". Un'altra iscrizione recita: "ET EGREDIETVR VIRGA DE RADICE IESSE ET FLOS E RADICE EIVS ASCENDETE ET REQVIESCET SVPER EVM SPIRITVS DOMINI ET PERCVTIET TERRAM VIRGA ORIS", entrambi tratte dall'Antico Testamento, Isaia, Capitolo XI.

### Cappella del Coro

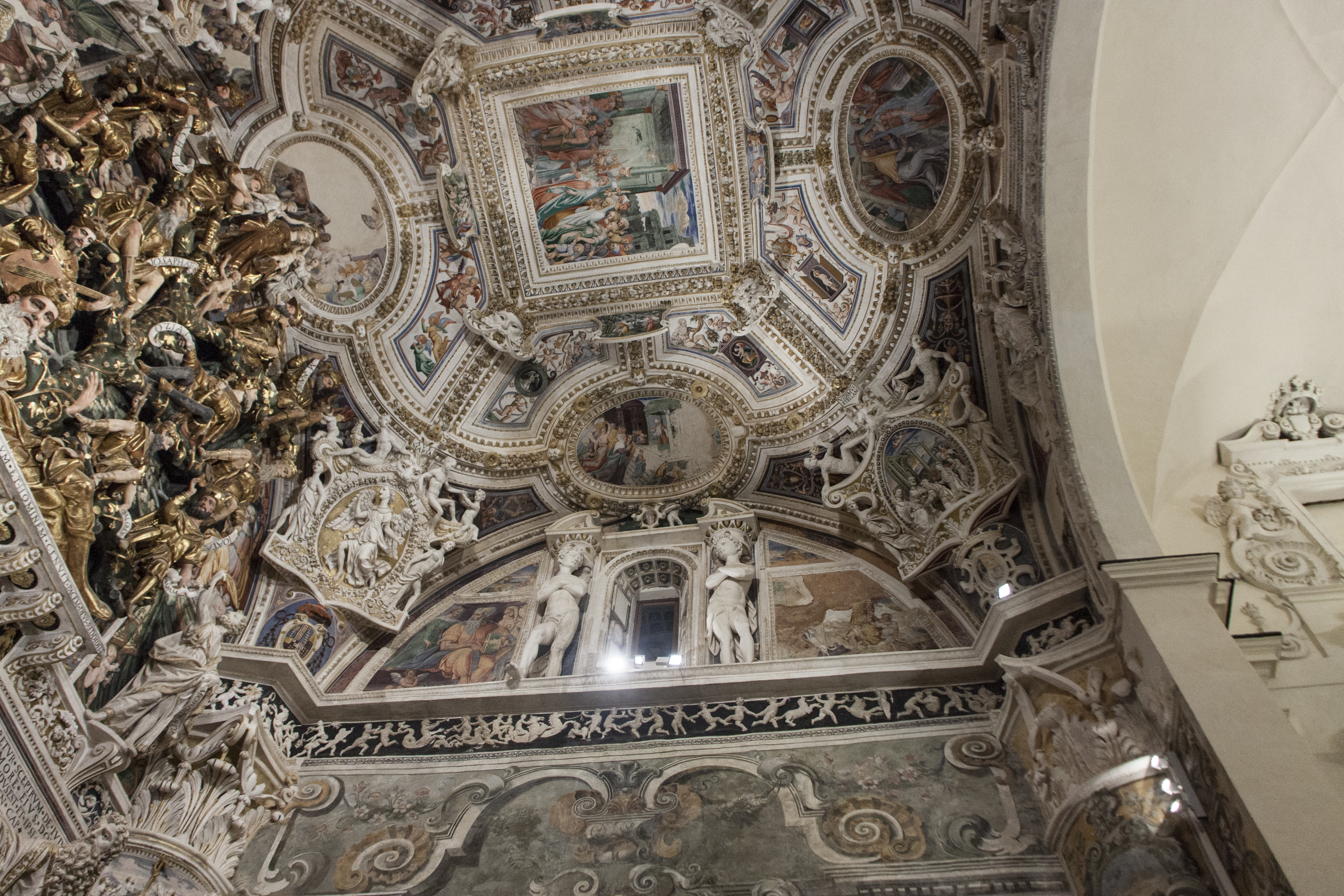
Volta del coro

Dal presbiterio si accede alla Cappella del Coro, la cappella principale. La sontuosità e la magnificenza sono dovute al pittore Antonino Ferraro da Giuliana. Lavori eseguiti dal 1574 al 1577.
Anch'essa è coperta da cupola ed è ricca di affreschi e stucchi di carattere religioso risalenti al sedicesimo secolo. Qui la volta riporta quattro grandi ovali rappresentanti la Resurrezione, l'Assunzione, la Pentecoste e la Morte della Vergine, alternati alle immagini di Giona, Davide, Salomone e Daniele, al centro, con gesto benedicente l'immagine di Dio Padre Pantocratore.
Al decoro delle pareti del coro ritroviamo otto busti di Apostoli, quattro nicchie con Evangelisti e Padri della Chiesa, sei statue di rappresentanti dell'ordine dei predicatori, in senso orario: San Luca Evangelista e Sant'Agostino d'Ippona, Santa Caterina da Siena e San Pietro Martire, San Giovanni Evangelista e San Gregorio, San Domenico Guzmán e San Tommaso d'Aquino, San Matteo Evangelista e San Girolamo, Sant'Antonino Pierozzi e San Vincenzo Ferreri, San Marco Evangelista e Sant'Ambrogio. Nei tondi San Giovanni Battista, Sant'Andrea Apostolo, San Tommaso Apostolo,  San Pietro Apostolo, San Paolo Apostolo e San Filippo Apostolo, San Giacomo Apostolo, San Bartolomeo Apostolo. Gli stemmi dell'Ordine domenicano a nord, della famiglia Tagliavia, di don Carlo d'Aragona Tagliavia. Una piccola loggia permetteva al nobile di partecipare alle celebrazioni.
Il sepolcro marmoreo dei principi Carlo d'Aragona Tagliavia e della moglie contessa Beatrice d'Aragona Tagliavia è collocato entro la tribuna maggiore sotto il titolo di «Santa Maria dello Spasimo». Il primitivo impianto privo dell'altare sotto l'arco gotico permetteva l'immediata visione dell'arca policroma posta fra i due reliquiari e sormontata dal dipinto raffigurante la Caduta sulla via del Calvario, riproduzione dello Spasimo di Sicilia di Raffaello Sanzio, dal quale deriva il titolo della tribuna. L'opera di Giovanni Paolo Fondulli reca il cartiglio che recita: "RAPHAEL URBINAS INVENTOR, IOANNES PAULUS FUNDULLI PICTOR CREMONENSIS MDLXXIIII". Anche questa opera è stata fortemente voluta da Carlo Aragona Tagliavia nel 1574, realizzazione disposta per volontà testamentaria.
Completa l'ambiente il sarcofago di Ferdinando d'Aragona Tagliavia † 1549, detto del Guerriero giacente.

## Cripte
- Cripta del «Rosario», locali ipogei per le sepolture in loculi, nicchie e ossari.
- Cripta dei «Magi».
- Cripta di «San Domenico».

## Convento di San Domenico
La presenza dei frati domenicani a Castelvetrano risale al 1470 per volere di Antonio Tagliavia presso la chiesa francescana di Santa Maria di Gesù.
Il 2 novembre 1553 il maestro genovese Nicolosio Pisano si obbligò a don Carlo Aragona Tagliavia, signore di Castelvetrano, e al priore del convento di Santa Maria di Gesù per costruire il refettorio, il capitolo, il chiostro, il dormitorio e quant'altro necessario.
Il convento accolse negli anni 18 religiosi e lettori tra i quali illustrissimi dotti come fra' Gian Battista Maiore al quale papa Paolo III affidò la gestione di numerose chiese, fra' Antonio Maria Cingales che fondò la Congregazione segreta. L'istituzione ospitò tre capitoli generali dell'ordine, ovvero assemblee di religiosi incaricati d'assicurare il corretto svolgimento del culto, verificare la vita religiosa e la corretta osservanza della regola dell'ordine. I capitoli documentati sono quelli del 1592, del 1714 e del 1805.
Il convento, adiacente alla chiesa, consta di un chiostro ricco di piante e colonne, a fianco al chiostro si collocano una serie di locali ognuno con una diversa funzione: il parlatorio con accesso verso settentrione alla sagrestia, verso levante al refettorio e la cucina, verso meridione era ubicata la sede della congregazione segreta di nobili e sacerdoti. Due ballatoi accanto alle celle dei frati, conducevano al primo piano destinato ad uffici, al secondo piano adibito a dormitorio.
Oggi il complesso è interamente restaurato e adibito a sede del liceo classico Giovanni Pantaleo.

## Confraternita di Santa Maria di Gesù
- 1503, Prime fonti documentali attestanti la Confraternita di Santa Maria di Gesù.

## Galleria d'immagini

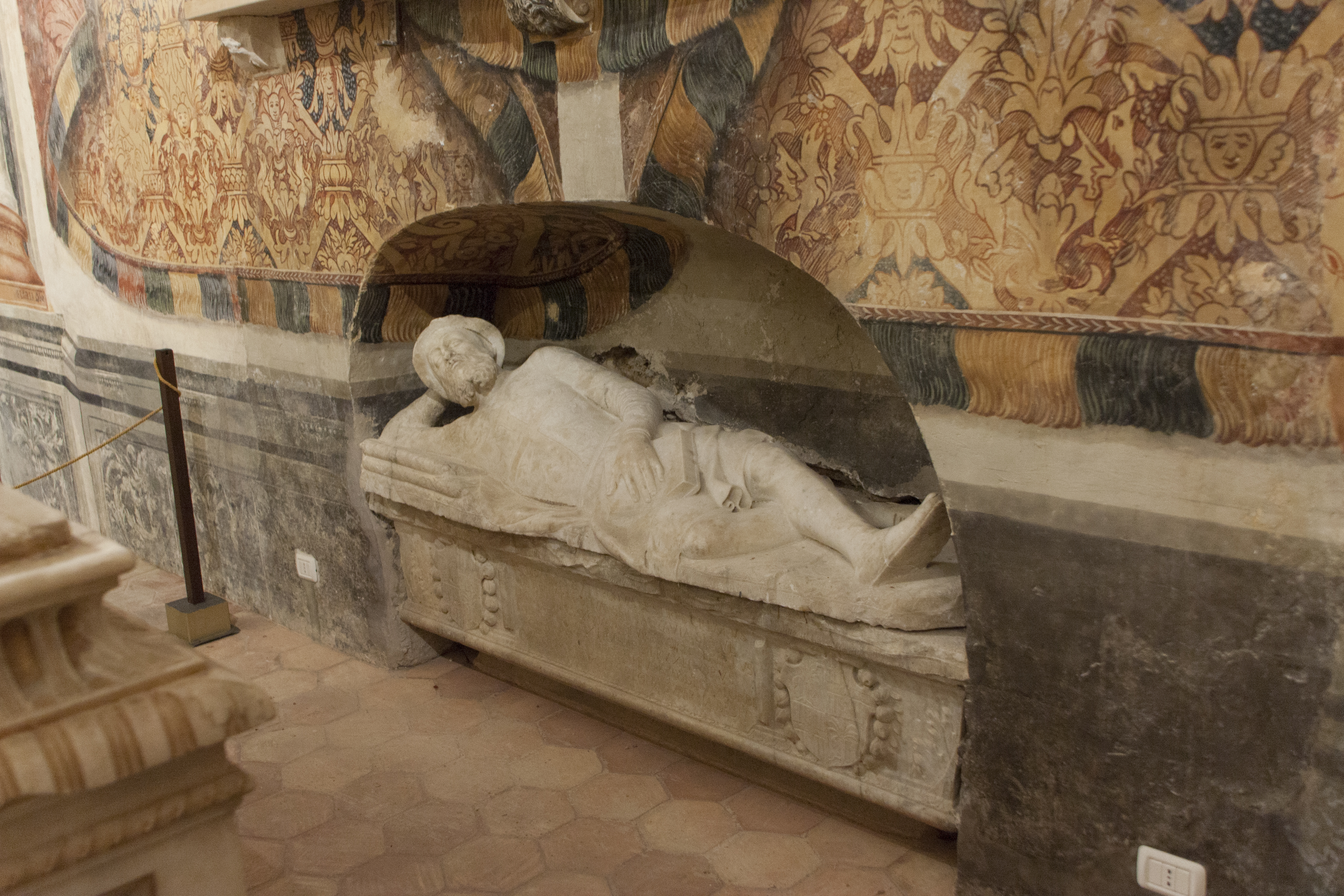
Il Guerriero giacente
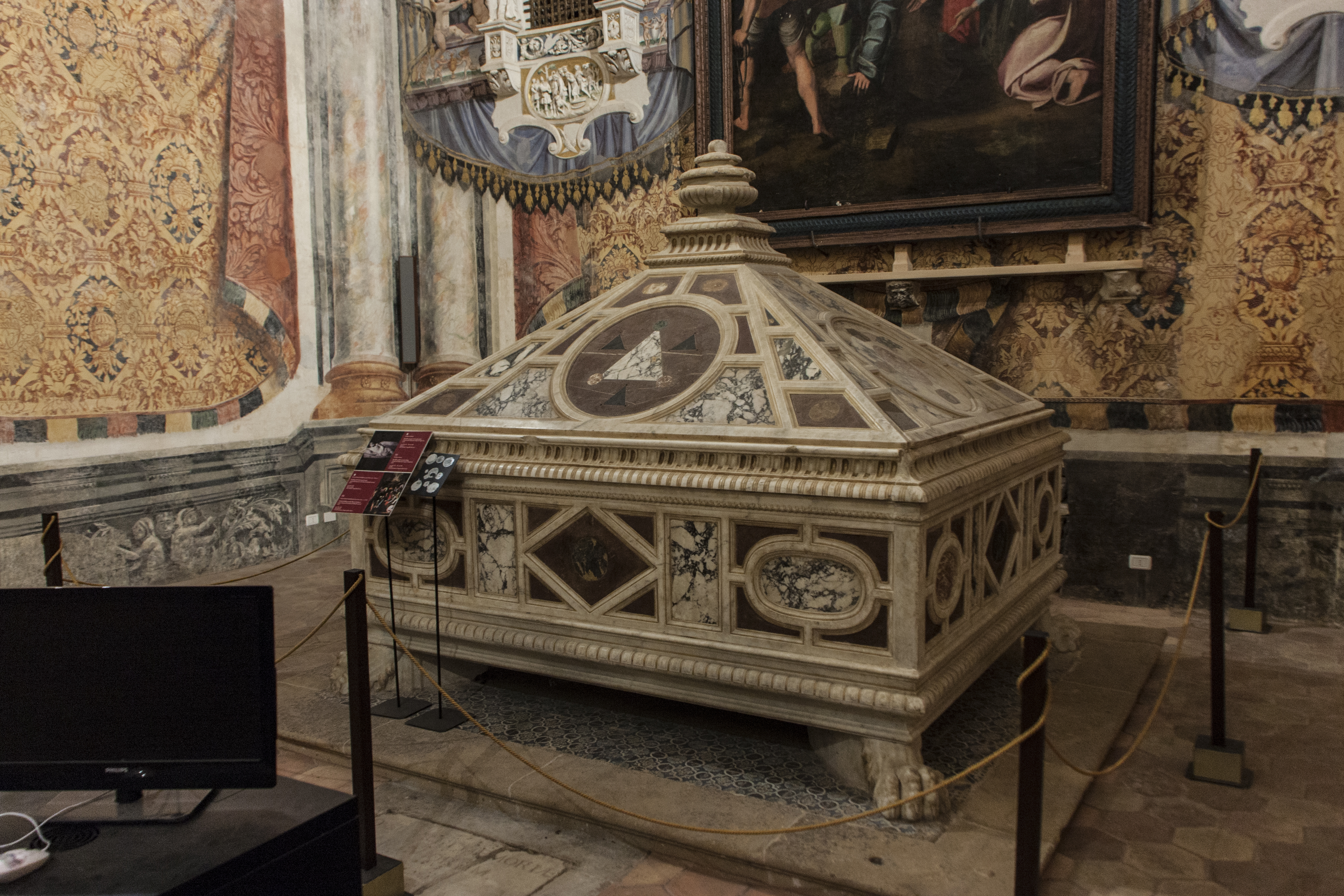
Il sarcofago
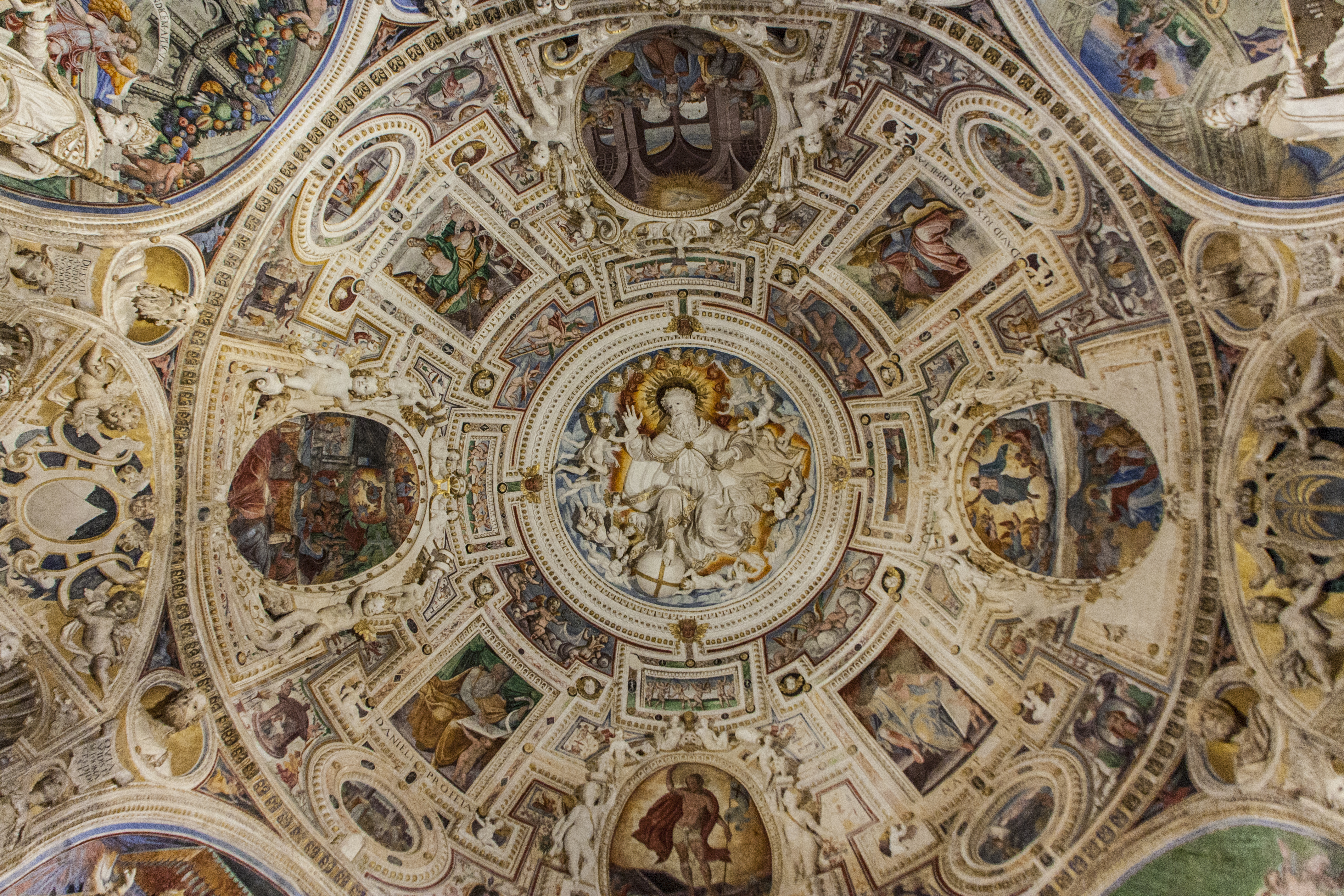
La volta dietro l'abside